# Bazilica Sfântul Sânge din Bruges
Bazilica Sfântul Sânge din Bruges este un edificiu gotic din Belgia.

## Istoric
Câteva (presupuse) picături din Sfântul Sânge ar fi fost aduse, ca relicvă sacră, în secolul al XII-lea de către Thierry d’Alsace (1099-1168), la întoarcerea sa din Palestina, fiind conservate în „Basilica du Saint-Sang” din Bruges. Primele mărturii sunt relatate pentru prima dată în „Chronicon Sancti Bertini”, scrisă în 1380, de Jean de Long d'Ypres, starețul abației Saint-Bertin din Saint-Omer (Franța). Prima mărturie care descrie mutarea acestei relicve a fost „Commentarii”, redactată între 1538-1552 (patru secole după acest eveniment), de istoricul Jakob De Meyer, din Bruges. Autorul situează sosirea relicvei pe data de 7 aprilie 1150, dar nu face nicio referință la vreun izvor scris. Câteva cercetări științifice critice au susținut că relicva provenea probabil de la Constantinopol (Istanbul), unde fusese până atunci păstrată în „Capela Mariei” din palatul imperial. După cucerirea Constantinopolului de către latini în 1204, mai multe (presupuse) relicve de la patimile lui Isus din Nazaret au fost aduse în Occident. Flaconul ar fi fost realizat în Răsărit, dintr-un cristal de munte și a servit ca recipient de transport până la Bruges. Încă se poate vedea destul de distinct sângele coagulat, lipit pe pereții interiori. Din 1338, flaconul a fost așezat într-un cilindru de sticlă, ferecat în aur. Aflat in proprietatea orașului Bruges, el este și astăzi păstrat în „Capela Saint-Basile du Château”. 